# 東安郡
東安郡（とうあん-ぐん）は、中国にかつて存在した郡。西晋から隋初にかけて、現在の山東省西部に設置された。

## 概要
297年（元康7年）、東莞郡を分割して東安郡が立てられた。東安郡は徐州に属した。
南朝宋のとき、東安郡は蓋・新泰・発干の3県を管轄した。
北魏の献文帝のとき、東安郡は東徐州に属した。498年（太和22年）、東徐州は南青州と改称され、東安郡は南青州に属した。東安郡は蓋・新泰・発干の3県を管轄した。
北周のとき、東安郡は莒州に属した。
583年（開皇3年）、隋が郡制を廃すると、東安郡は廃止されて、莒州に編入された。

## 富春の東安郡
本節では、現在の浙江省杭州市一帯に設置された東安郡について述べる。226年（黄武5年）、三国の呉により3郡の悪地10県が分割されて、東安郡が立てられた。全琮が太守となり、郡治は富春県に置かれた。228年（黄武7年）、東安郡は廃止された。